# Литвинов, Иван Петрович
Иван Петро́вич Литвинов (1860 — 1943) — крестьянин, депутат Государственной думы II созыва от Харьковской губернии

## Биография

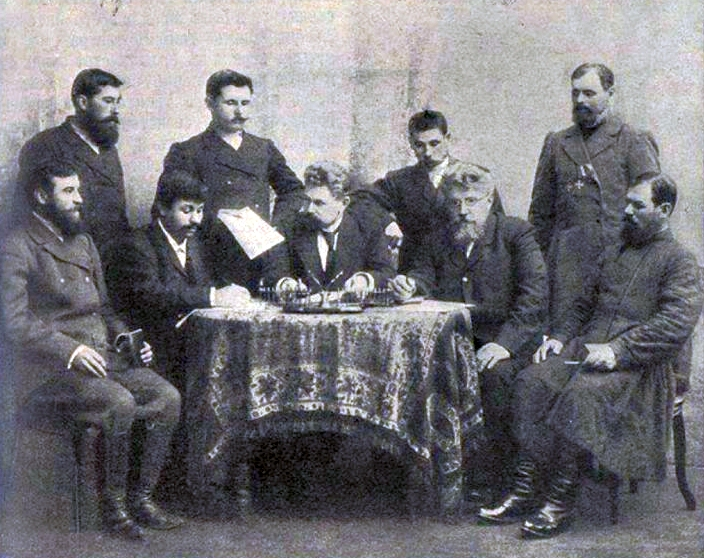
Члены Государственной Думы II созыва от Харкьковской губернии. Сидят: А.С. Лопатин, П.М. Рыбальченко, Н.Н. Познанский, М.К. Попов, Т.Н. Яровой; стоят: И.П. Литвинов, Ф.К. Васютин, И.С. Пелипенко, М.И. Деревянко

По национальности украинец («малоросс»). Крестьянин деревни Тетлега Змиевского уезда Харьковской губернии. Отбывал воинскую повинность в варшавской крепостной артиллерии, где и обучился грамоте. Выйдя в запас, служил председателем волостного суда на родине. Безземельный крестьянин, занимался производством тележных колёс ("колёсник").
7 февраля 1907 года избран в Государственную думу II созыва от общего состава выборщиков Харьковского губернского избирательного собрания.  Вошёл в состав Трудовой группы и фракции Крестьянского союза. Состоял в думской комиссии о преобразовании местного суда.
Дальнейшая судьба и дата смерти неизвестны.

### Архивы
- Российский государственный исторический архив. Фонд 1278. Опись 1 (2-й созыв). Дело 245.